# 千曳站
千曳站（日语：／ Chibiki eki */?），位于青森縣上北郡東北町，屬於青森鐵道青森鐵道线的鐵路車站。

## 車站結構
野边地站管理的无人车站。

### 月台配置
側式月台2個。站台间需要借助县道的跨线桥来通行。

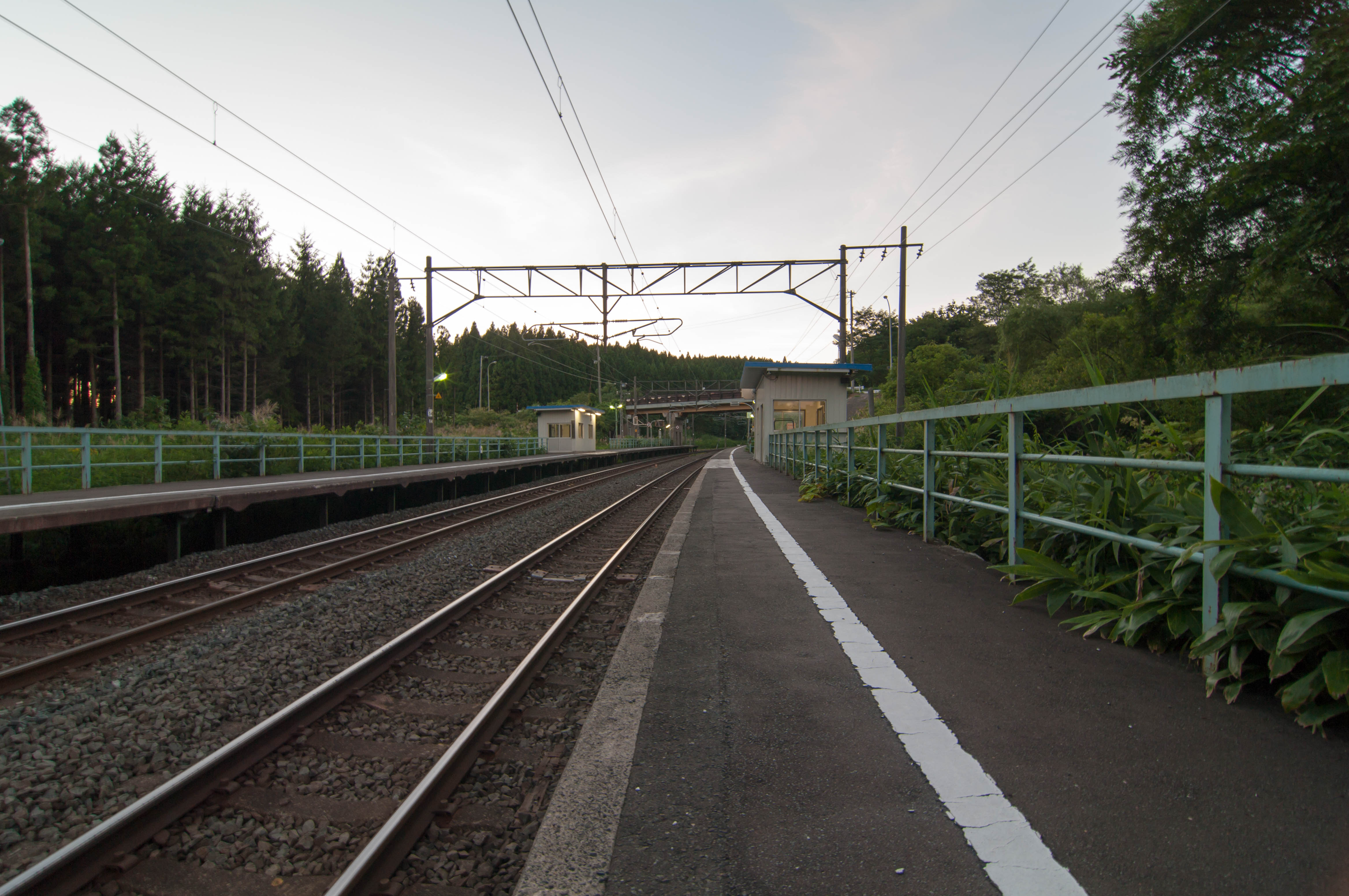
站台(JR时代)、2010年9月4日

| 月台 | 路線        | 方向 | 目的地   |
| ---- | ----------- | ---- | -------- |
| 东侧 | ■青森鐵道線 | 上行 | 八戶方向 |
| 西侧 | ■青森鐵道線 | 下行 | 青森方向 |

## 历史
- 1910年11月15日：车站投入运营。
- 1962年10月20日：南部纵贯铁道开业。
- 1968年8月5日：东北本线线路改造工程实施，站房移至现在位置。同时停办货运业务。旧站成为南部纵贯铁道西千曳站。
- 1987年4月1日：国铁分割民营化后成为JR东日本车站。
- 2010年12月4日：东北新干线全线开通运营后，移交至青森铁道。

## 相鄰車站
青森鐵道
■青森鐵道線
□快速「下北」、■普通560M班次
通過
■普通
乙供－千曳－野边地

## 外部連結
- 青森鐵道千曳站